# Münze Hall

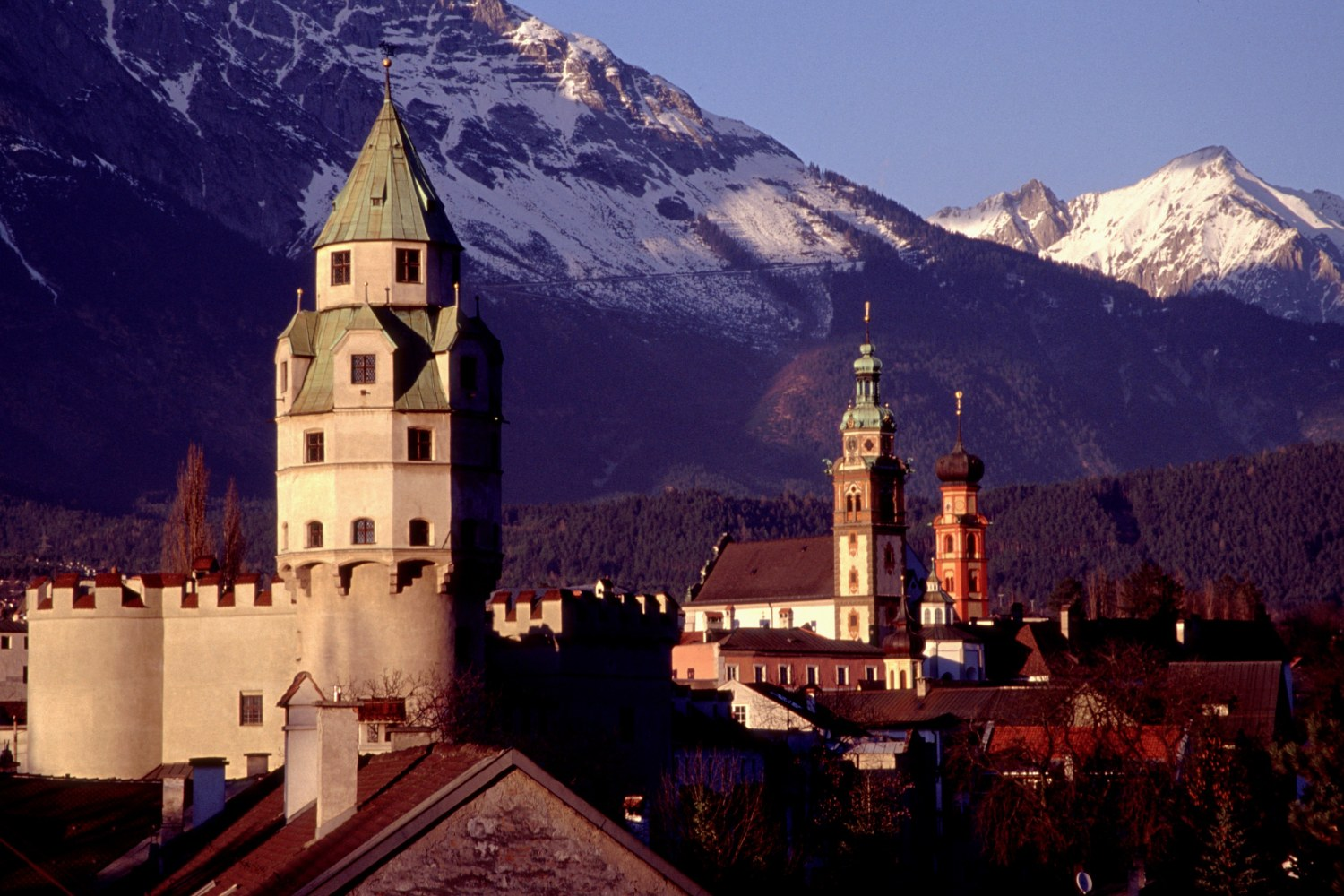
Burg Hasegg

Die Münze Hall ist eine ehemalige Münzprägestätte in Hall in Tirol, Österreich. Sie bestand von 1477 bis 1809 oder 1808 und befand sich seit 1567 in der Burg Hasegg.

## Geschichte der Münze Hall
Die landesfürstliche Münzstätte Tirols befand sich bis 1477 in Meran und wurde in diesem Jahr zum Ansitz Sparberegg in Hall verlegt. Die Lage wurde wegen der Nähe zu den Silbergruben gewählt. 1567 ließ Erzherzog Ferdinand II. die Münzstätte in die Burg Hasegg übersiedeln. 
1486 wurde in Hall der erste Guldiner geprägt, ein Vorläufer des Talers. 1550 wurde weltweit erstmals mit der Walzenprägung begonnen. Es wurden auch Spezialanfertigungen hergestellt. 
Aus der Münzstätte Hall stammen die bekannten Andreas-Hofer-Kreuzer, auch Hofer-Kreuzer oder Sandwirtszwanziger genannt. Das sind 20- und 1-Kreuzer-Stücke, die während des Tiroler Freiheitskampfes im Jahr 1809 in Hall in Tirol geprägt wurden.

## Museum Münze Hall
Die Räumlichkeiten sind seit 1975 ein Museum. Das Museum Münze Hall zeigt Silbermünzen, Maschinen und Werkzeuge für die Münzherstellung. Kernstück ist der Nachbau der in Hall entwickelten Walzenprägemaschine, die täglich rund 4000 Münzen prägte und 8 Meter lang ist (Rekonstruktion der Maschine aus dem Jahr 1571; siehe die 2 folgenden Abbildungen).

Münz-Walzenprägewerk
Prägewerk
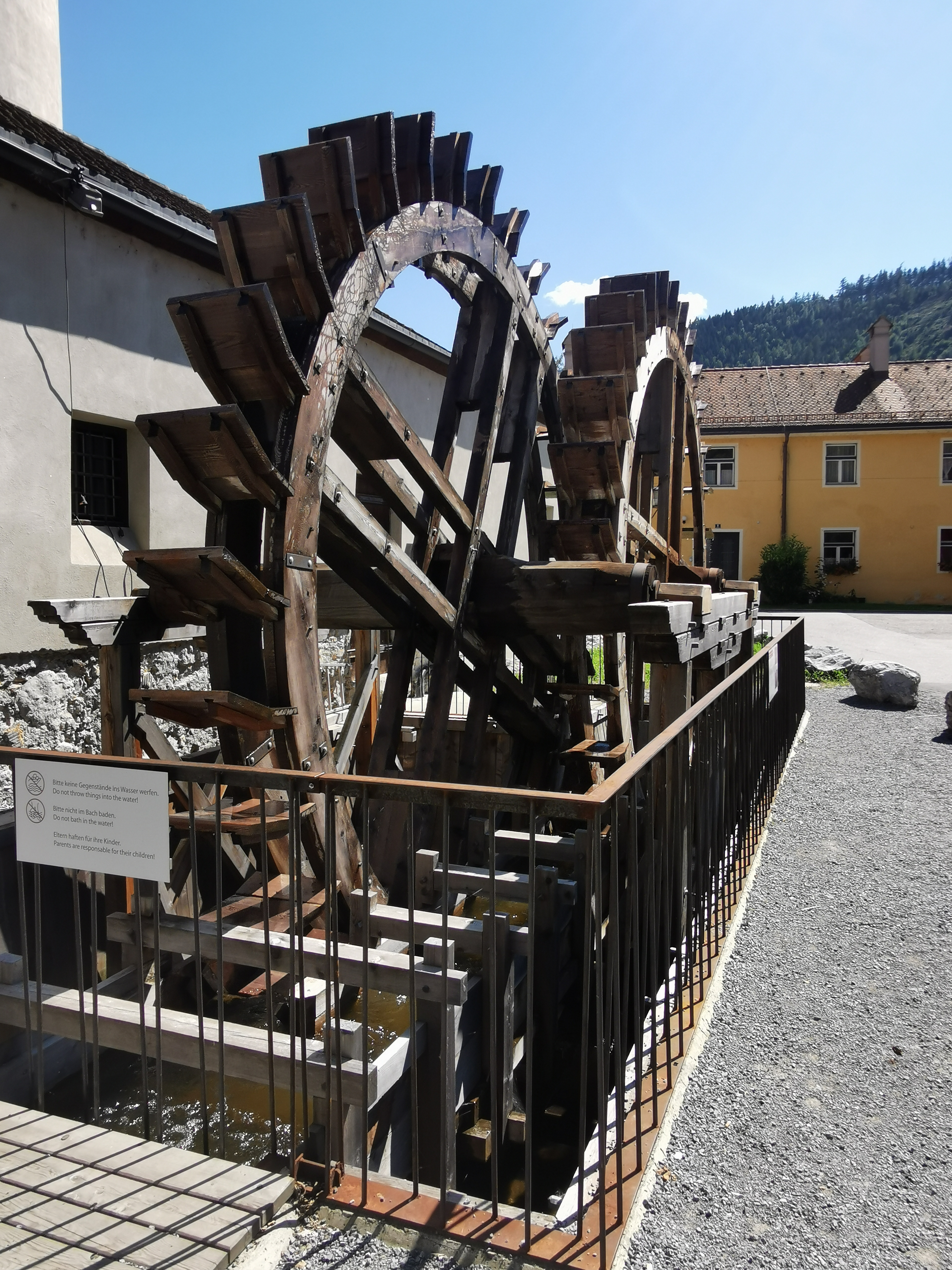
Wassermühlräder (Nachbau) für den Maschinenbetrieb
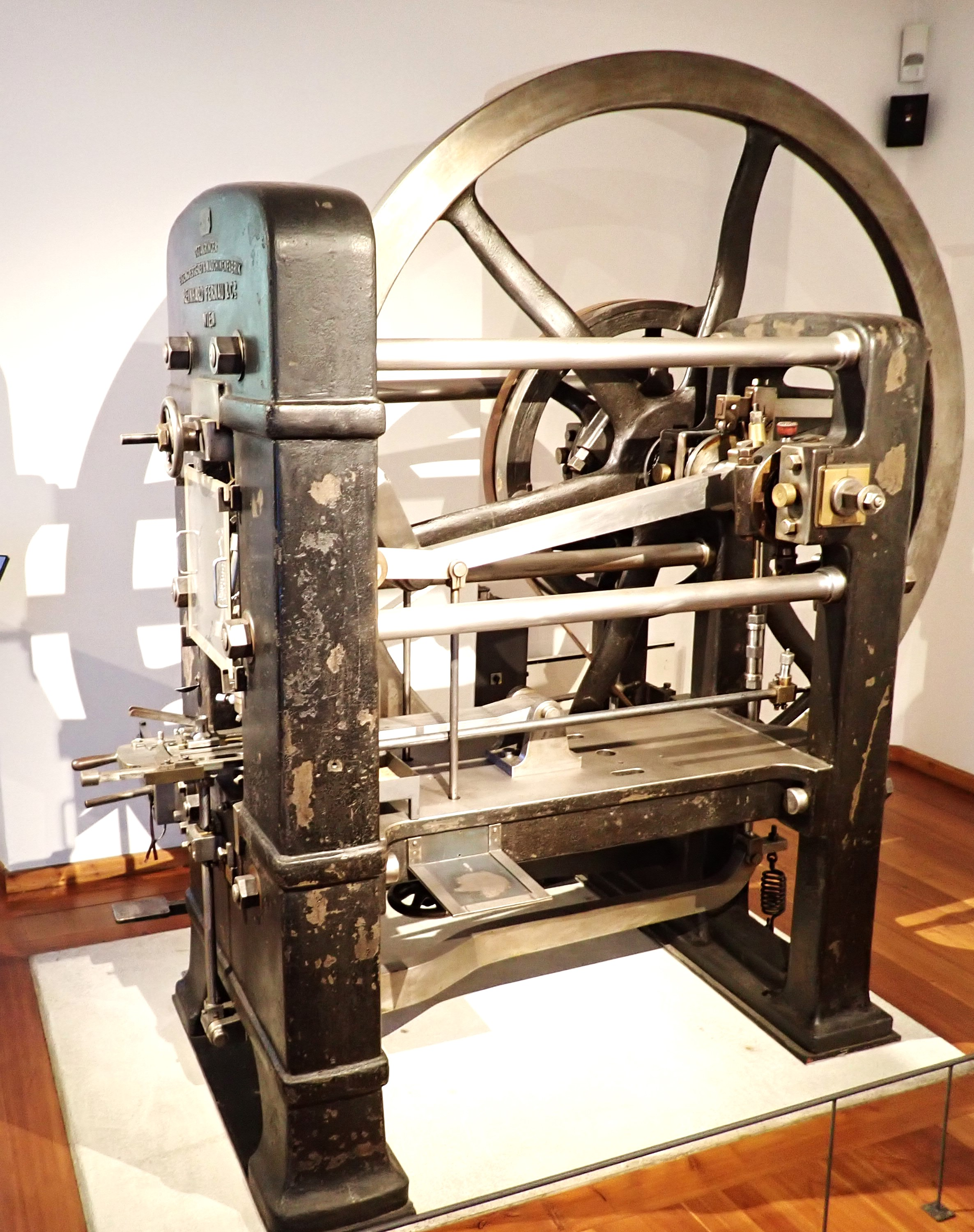
Kniehebelpresse von 1893 für die Münzprägung im Museum Münze Hall
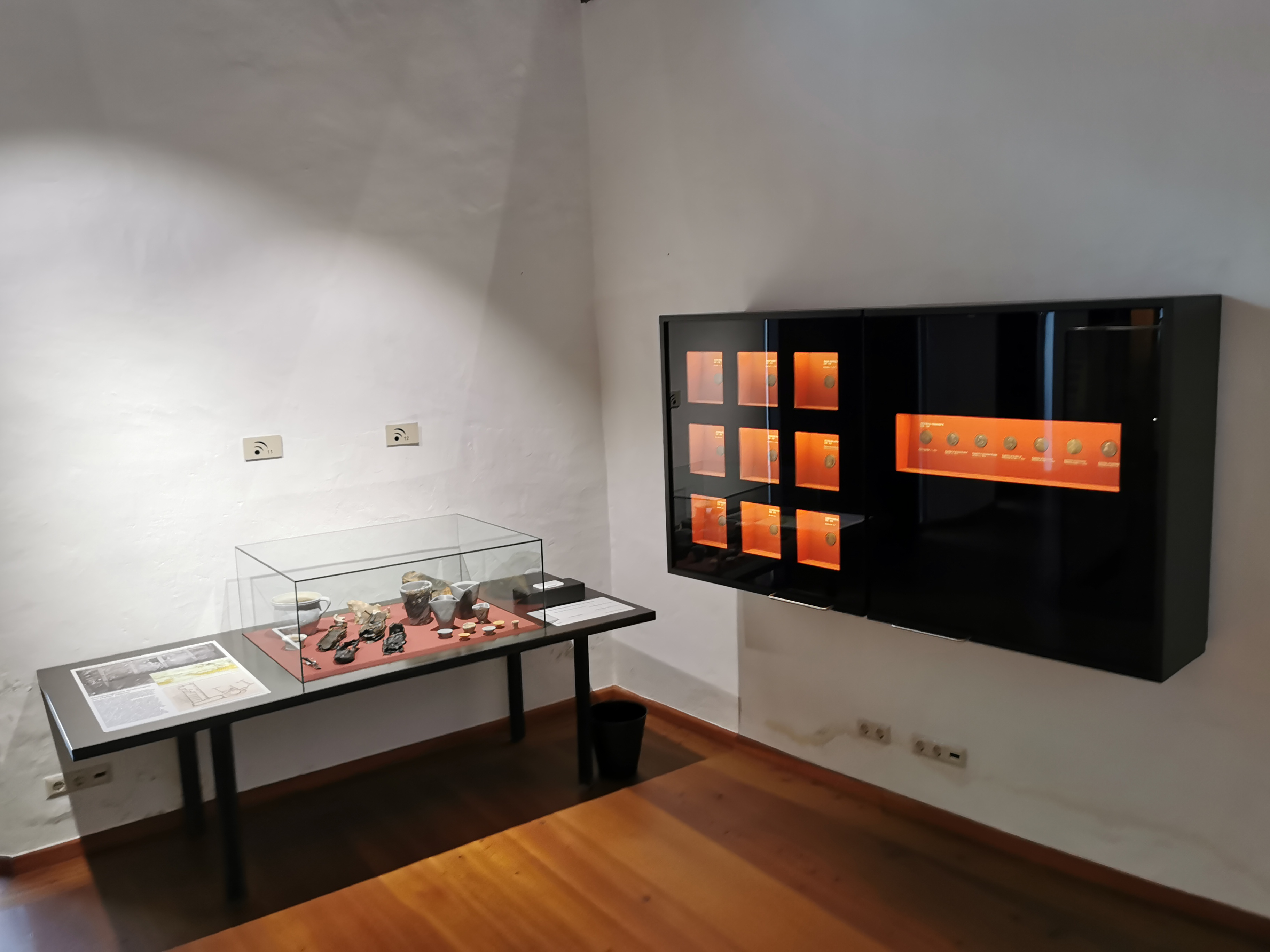
Münzkabinett (Teilansicht)
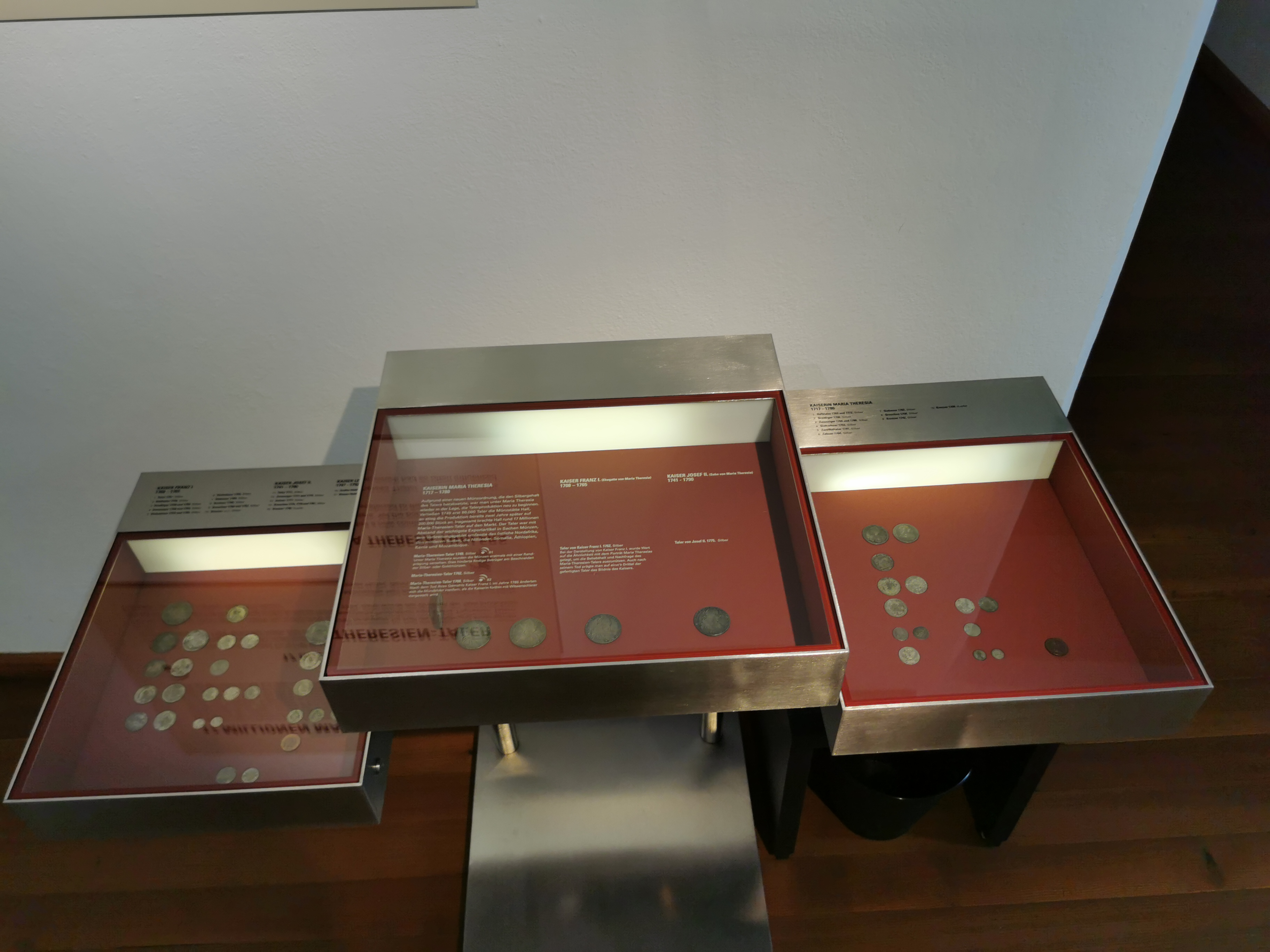
dto.

Außerdem wird im Münzerturm der größte Silbertaler der Welt (Gewicht: 20 Kilogramm) gezeigt. Betreiber des Museums und Pächter der Burg ist die Stadtgemeinde Hall.